# Daniela Reichert
Daniela Reichert (* 27. September 1987 in Steinfurt) ist eine deutsche Schauspielerin.

## Leben
Daniela Reichert ist die Tochter einer Lehrerin und eines gelernten Bauzeichners. Zusammen mit ihren Eltern, ihrer eineiigen Zwillingsschwester Melanie Reichert und ihrem jüngeren Bruder wuchs sie in Nordwalde auf. Sie besuchte gemeinsam mit ihrer Schwester das Annette-von-Droste-Hülshoff-Gymnasium, wo sie erste Bühnenerfahrung machte.
Bereits in ihrer Jugend spielte sie zwischen 2004 und 2011 an den Städtischen Bühnen Münster, dem heutigen Theater Münster, zunächst im Theater-Jugendclub, später bei regulären Produktionen des Hauses, darunter „Ödipus“ sowie „Das schlaue Füchslein“. Anschließend absolvierte sie eine Schauspielausbildung.
Ab ihrem 18. Lebensjahr wirkte sie in diversen Rollen im Theater, Fernseh- sowie Kinofilmen mit. So war sie u. a. in der Dokumentation Unter Bauern – Retter in der Nacht (2009) über Marga Spiegel von Dominik Graf, dem Fernsehfilm Schnitzel geht immer (2017) unter der Regie von Wolfgang Murnberger, in Til Schweigers Film Die Hochzeit (2020), in der Serie Babylon Berlin (2021) sowie der Episode Propheteus (2022) des Münsteraner Tatorts zu sehen.
Daniela Reichert steht regelmäßig zusammen mit ihrer Zwillingsschwester vor der Kamera oder auf der Bühne. Reichert lebt in Berlin.

## Filmografie

### Film
- 2007: Die Leeze (Kurzfilm)
- 2008: Unter Bauern – Retter in der Nacht
- 2013: I tell you – you tell me (Kurzfilm)
- 2013: Nerrs (Kurzfilm)
- 2014: ICKE. Oder: Klops für zwei
- 2015: Verdauung (Kurzfilm)
- 2015: Kalt Gepresst (Kurzfilm)
- 2015: Lovers are strangers (Kurzfilm)
- 2016: Voll erleuchtet
- 2017: Klassentreffen 1.0
- 2018: Marie macht‘s (Kurzfilm)
- 2018: Hanna (Serie)
- 2018: Vatersland
- 2019: Barbarian Magical Sorceress (Kurzfilm)
- 2019: Havarie Petit (Kurzfilm)
- 2019: Divine Comedy (Kurzfilm)
- 2020: Die Hochzeit
- 2021: F*ck dich Julia!
- 2024: Chantal im Märchenland
- 2024: Utarefson (DFFB)
- 2024: Kindness (Miniserie)

### Fernsehen
- 2015: Der Liebling des Himmels
- 2017: Schnitzel geht immer
- 2021: Babylon Berlin
- 2022: Tatort: Propheteus
- 2024: Barcelona Krimi - Jenseits des Gesetzes

### Werbung
- 2020: Penny-Markt: Bio für alle

### Theater
- 2004–2011: Städtische Bühnen Münster
  - Kleine Prinzen
  - Kultur der Barmherzigkeit – Bastard
  - Ödipus (König Ödipus und Ödipus Rex)
  - Roberto Zucco
  - Das schlaue Füchslein
  - Der Besuch der alten Dame
  - Iphigenie auf Tauris
- 2012: Sometimes at Night (englisch)
- 2014: Solo Flight
- 2021: Die Stärkere

### Tanz
- 2009/2010: Kaltstart
- 2016: De(Light) (tanzhaus NRW)